# Elia Barp
Elia Barp (ur. 19 grudnia 2002 w Belluno) – włoski biegacz narciarski, dwukrotny medalista mistrzostw świata juniorów.

## Kariera
Po raz pierwszy na arenie międzynarodowej pojawił się 8 września 2018 roku w Forni Avoltri, gdzie w zawodach juniorskich zajął 19. miejsce w biegu na 7,5 km techniką dowolną. W 2021 roku wziął udział w mistrzostwach świata juniorów w Vuokatti, gdzie zdobył brązowy medal w sztafecie. Na rozgrywanych rok później mistrzostwach świata juniorów w Lygna zdobył srebrny medal w sprincie stylem dowolnym.
W Pucharze Świata zadebiutował 31 grudnia 2022 roku w Val Müstair, gdzie zajął 46. miejsce w sprincie techniką dowolną. Pierwsze pucharowe punkty wywalczył 26 listopada 2023 roku w Ruce, zajmując 29. miejsce w biegu na 20 km stylem dowolnym. 
Na mistrzostwach świata w Planicy w 2023 roku zajął 45. miejsce w biegu na 15 km techniką dowolną.

## Osiągnięcia

### Mistrzostwa świata
| Miejsce | Dzień   | Rok  | Miejscowość | Konkurencja           | Czas biegu | Strata  | Zwycięzca            |
| ------- | ------- | ---- | ----------- | --------------------- | ---------- | ------- | -------------------- |
| 45.     | 1 marca | 2023 | Planica     | 15 km stylem dowolnym | 32:17,4    | +3:16,1 | Simen Hegstad Krüger |

### Mistrzostwa świata juniorów
| Miejsce | Dzień     | Rok  | Miejscowość | Konkurencja              | Czas biegu | Strata  | Zwycięzca                  |
| ------- | --------- | ---- | ----------- | ------------------------ | ---------- | ------- | -------------------------- |
| 24.     | 9 lutego  | 2021 | Vuokatti    | Sprint stylem klasycznym | 3:08,85    | -       | Niilo Moilanen             |
| 7.      | 12 lutego | 2021 | Vuokatti    | 10 km stylem dowolnym    | 24:26,6    | +53,7   | Martin Kirkeberg Mørk      |
| 3.      | 13 lutego | 2021 | Vuokatti    | bieg sztafetowy 4×3,3 km | 49:45,3    | +22,6   | Norwegia                   |
| 15.     | 14 lutego | 2021 | Vuokatti    | 30 km stylem klasycznym  | 1:21:22,2  | +1:46,0 | Aleksandr Iwszin           |
| 14.     | 22 lutego | 2022 | Lygna       | 30 km stylem dowolnym    | 1:12:47,9  | +3:10,5 | Aleksandr Iwszin           |
| 6.      | 23 lutego | 2022 | Lygna       | bieg sztafetowy 4×3,3 km | 49:16,4    | +58,3   | Rosja                      |
| 4.      | 25 lutego | 2022 | Lygna       | 10 km stylem klasycznym  | 26:15,8    | +40,3   | Sawielij Korostielow       |
| 2.      | 27 lutego | 2022 | Lygna       | Sprint stylem dowolnym   | 2:15,55    | +0,66   | Johannes Lønnestad Flaaten |

### Mistrzostwa świata młodzieżowców (do lat 23)
| Miejsce | Dzień       | Rok  | Miejscowość | Konkurencja              | Czas biegu | Strata  | Zwycięzca             |
| ------- | ----------- | ---- | ----------- | ------------------------ | ---------- | ------- | --------------------- |
| 5.      | 29 stycznia | 2023 | Whistler    | Sprint stylem klasycznym | 2:46,20    | +3,49   | Ansgar Evensen        |
| 22.     | 31 stycznia | 2023 | Whistler    | 20 km stylem klasycznym  | 54:25,7    | +1:36,2 | Jonas Vika            |
| 5.      | 3 lutego    | 2023 | Whistler    | 10 km stylem dowolnym    | 22:52,1    | +46,0   | Martin Kirkeberg Mørk |

### Puchar Świata

#### Miejsca w klasyfikacji generalnej
| Sezon     | Miejsce |
| --------- | ------- |
| 2022/2023 | -       |
| 2023/2024 | 34.     |
| 2024/2025 | 39.     |

#### Miejsca na podium
Barp nigdy nie stał na podium indywidualnych zawodów Pucharu Świata.